# Tipoldo
Tipoldo is een plaats (frazione) in de Italiaanse gemeente Messina.